# Solanum restingae
Solanum restingae är en potatisväxtart som beskrevs av Sandra Diane Knapp. Solanum restingae ingår i släktet skattor som ingår i familjen potatisväxter. Inga underarter finns listade i Catalogue of Life.